# Azuara
Azuara ist eine Gemeinde in der Provinz Saragossa der Autonomen Region Aragonien im Nordosten Spaniens. Der Ort gehört zur Comarca Campo de Belchite und liegt auf 603 m Höhe am Fluss Cámaras. Die nächsten größeren Orte sind Belchite (16 km) und Fuendetodos (13 km). Die Provinzhauptstadt Saragossa befindet sich 60 km nördlich von Azuara.
Der Ort ist landwirtschaftlich geprägt, allerdings sind 80 % seiner Agrarflächen unbewässert und daher nur für die klassischen Trockenkulturen des Mittelmeerraums (wie Oliven und Wein) verwendbar. Die Einwohnerzahl Azuaras verringerte sich seit 1991 von 830 auf 539 (Stand 1. Januar 2022).

## Azuara-Krater
Azuara gewinnt unter Geologen und Meteoritenforschern zunehmend an Bekanntheit, da dort in der Umgebung Strukturen eines Meteoriteneinschlags gefunden wurden. Der Einschlag soll im Mittleren Tertiär gleichzeitig mit zwei anderen Meteoriteneinschlägen stattgefunden haben. Der „Azuara-Krater“ hat einen Durchmesser von 30 bis 40 km.

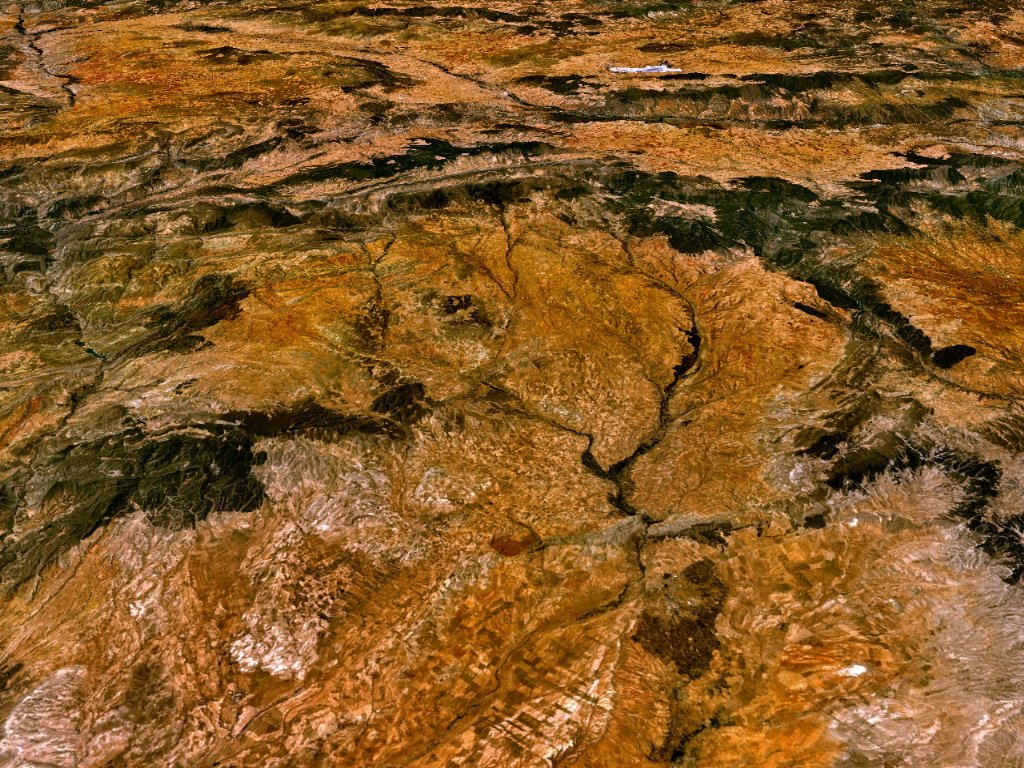
„Azuara-Krater“